# Artur Malawski
Artur Malawski   (Przemyśl, 4 de juliol de 1904 - Cracòvia, 26 de desembre de 1957)Artur Malawski (Przemyśl (voivodat de Subcarpàcia), 4 de juliol, 1904 - Cracòvia, 26 de desembre, 1957), fou un compositor, professor i director d'orquestra polonès.

## Biografia
Va néixer a la família de Marian, assessora del tresor, i Matylda, de soltera Theobald. Des dels vuit anys va aprendre a tocar el violí a Przemyśl. El 1920 va començar vuit anys d'estudis de violí al Conservatori de la Societat Musical de Cracòvia a la classe de Jan Chmielewski i teoria musical amb el pare Bernardino Rizzi. Entre els anys 1927 i 1933 va fer concerts a Cracòvia i altres ciutats, així com a la Ràdio Polonesa. A causa d'una lesió a la mà esquerra, va haver d'abandonar la seva carrera com a virtuós. Aleshores va començar la seva carrera com a professor. Va ensenyar violí i teoria musical al Conservatori de la Societat Musical de Cracòvia (1928–1936), violí a l'Escola de Música de Silèsia a Katowice (1929–1930) i a l'Escola de Formació de Mestres de Cracòvia (1930–1932). Va ser cofundador de l'Associació de Joves Músics de Cracòvia (1932). El 1936 va començar els seus estudis al Conservatori Estatal de Música de Varsòvia, on va estudiar composició a la classe de Kazimierz Sikorski i direcció a la classe de Walerian Bierdiajew. Es va graduar el 1939 amb matrícula d'honor en composició.
Després de l'esclat de la Segona Guerra Mundial, es va traslladar a Volodímir-Volínski, on va dirigir el cor i l'orquestra del teatre musical ucraïnès. El 1940, va començar a treballar com a professor de violí i música de cambra a l'escola de música de Ternòpil. El 1941, es va establir a Lviv i després es va traslladar a Lublin, on fins al 1944 va ensenyar violí de forma privada i va organitzar concerts per a polonesos.
A partir del 1945, va ensenyar direcció i composició a l'Escola Estatal Superior de Música de Cracòvia, on entre el 1951 i el 1952 va dirigir la secció d'òpera de la Facultat de Cant. El 1957, va ser nomenat cap del Departament de Direcció. Entre el 1950 i el 1954, va ensenyar direcció a l'Escola Estatal Superior de Música (actualment l'Acadèmia de Música de Katowice). El 1955, va esdevenir professor associat. Entre els anys 1945 i 1957 va actuar esporàdicament com a director. El 1948 va aconseguir èxit artístic interpretant (com a director d'orquestra, Jan Hoffman n'era el solista) els seus "Estudis Simfònics" per a piano i orquestra durant el festival de la Societat Internacional de Música Contemporània a Amsterdam. Entre els anys 1945 i 1948 va ser membre del Comitè del Programa d'Educació Superior del Ministeri de Cultura i Art. Des del 1946 va ser membre de la junta, i entre els anys 1948 i 1951 i el 1957 va ser president de la Societat Polonesa de Música Contemporània. Entre els anys 1951 i 1954 va ser membre de la Junta Principal de la Unió de Compositors Polonesos (ZKP).
Entre els seus alumnes hi havia Bogusław Schaeffer, Krzysztof Penderecki (composició) i Jerzy Katlewicz i Jerzy Semkow (direcció), així com Wojciech Kilar.
El 1931 es va casar amb Anna, de soltera Darowska (1900–1980), una estudiant del conservatori de música, i no van tenir fills.
Va morir a Cracòvia, enterrat al Carreró dels Beneïts al cementiri de Rakowicki (secció LXVII-płn. 2-6).

## Ordres i condecoracions
- Ordre de la Bandera del Treball, Classe II (1956)
- Medalla del 10è Aniversari de la República Popular de Polònia (28 de febrer de 1955)[6]

## Premis
- 1928 – 1r premi al Concurs de la Societat d'Ajuda Fraternal d'Estudiants del Conservatori de Cracòvia per "Conte de fades" per a violí i piano
- 1949 – 2n premi per "Variacions" per a orquestra, 3r premi per "Tocata amb fuga en forma de variacions" per a piano i orquestra simfònica i distinció per "Tríptic Highlander" per a piano al "Concurs de Composició Fryderyk Chopin"
- 1952 – Premi Estatal, 3r grau per la pantomima de ballet "Wierchy"[6]
- 1955 – Premi Estatal, 2n grau per a la composició i l'activitat docent de la darrera dècada[7]
- 1955 – Premi del Ministre de Cultura i Art per "Trio amb piano" i per "Estudis Simfònics"
- 1956 – Premi de l'Associació de Compositors Polonesos per la totalitat de l'activitat de composició i docència
- 1957 – Premi de Música de la Ciutat de Cracòvia per assoliments creatius amb especial èmfasi en la "II Simfonia Dramàtica"

## Commemoració
- Carrers de Varsòvia, Cracòvia i Przemyśl van rebre el seu nom.
- Entre els anys 1962 i 1982, el Concurs de Composició Artur Malawski es va celebrar a Cracòvia cada dos anys.